# 幸福终点站
《幸福终点站》（英語：The Terminal），2004年出品的電影，由斯蒂芬·斯皮尔伯格導演，主要演员有汤姆·汉克斯、凯瑟琳·泽塔-琼斯、史丹利·圖奇和齊·麥拜特。剧本由沙查·蓋華斯，謝夫·內森遜根据安德魯·尼高爾和沙查·蓋華斯的原著故事改编。
影片讲述主角前往美國途中家鄉發生政變，政府被推翻，所持证件不被美國入境當局承認，被拒绝入境卻又不能回國，被迫滞留甘迺迪國際機場期間的故事。
電影於2004年6月18號發行，獲得了普遍好評，尤其是汤姆·汉克斯的演出受影評家讚譽，並取得了商業上的成功，全球票房達 2.19 億美元。

## 故事取材
有人提出本片的情节跟一个名叫梅赫蘭·卡里米·納賽里的伊朗難民经历很相似，納賽里先生外号「Sir Alfred」（艾弗列先生），1988年因难民证件被偷而不得不滞留在法国巴黎查尔斯·戴高乐国际机场的1号航站楼，並在那裡住上18年。紐約時報就曾報導史提芬史匹堡買下了納賽里的故事作為本片的依據；衛報也指納賽里為此收取了電影製作人數千元報酬。
1993年出品的另一部法语电影 Lost in Transit (Tombés du ciel)与本片有相近主题，但故事設定在巴黎戴高樂機場。

## 剧情
维克多·纳沃斯基（汤姆·汉克斯飾）从東歐国家「克拉科齊亚」（Krakozhia；現實已亡）抵达纽约甘迺迪國際機場，他并不知道在旅途中他的国家被反政府武装推翻了，所持有的护照因此失效。由於他不懂英語，起初並不清楚自己的處境，後來才由機場內播放的電視新聞片段和入境當局的得知，对此他束手无策。在九个多月的时间裡，维克多不得不住在机场候机大楼裡，不能踏入美国领土半步，也没法回家。期間他热心帮助机场裡的人，與他們逐漸建立友誼，包括產生曖昧關係的聯航空姐埃米丽亚·沃伦（凯瑟琳·泽塔-琼斯飾）。同时他一直處在移民局官员弗兰克·迪克逊（史丹利·圖奇飾）的严密监视之下，此人一心想把维克多赶出机场。
最終，迪克遜派人將埃米丽亚請到自己辦公室，告知她維克多并非她想當然以爲是經常出行的建築承包商，而是被迫一直滯留機場。维克多不得不向埃米丽亚解释他来纽约的真實目的是为了收集爵士萨克斯风演奏者班尼·高爾森（戲中由班尼·高爾森本人親自飾演）的签名。维克多已故的父亲是个爵士迷，他在1958年的一份匈牙利报纸中找到一幀名為「A Great Day in Harlem」的爵士樂手大合照。他请求照片上每个人给他一个亲笔签名，尽管很多签名就只簽在小纸片上，但大部分人都有回复，就除了班尼·高爾森。维克多来纽约，就是為了了却父亲的心愿——拿到班尼·高爾森的亲笔签名。
几个月以后，新闻报道克拉科齊亚内战结束，但是迪克逊还是不想让维克多进入美国。埃米丽亚就请求她的一位朋友幫忙，要了一个进入美国的緊急簽證。這位「朋友」其實是個跟她藕斷絲連了多年的已婚美国政府官员，维克多雖然得到了批准，卻也失望於埃米麗亞因此事而跟那個男人重新建立關係。更糟糕的是这个许可需要迪克逊的亲笔签名才能生效，迪克逊無視了维克多的请求，并以维克多在機場內认识的朋友的工作相威胁，维克多最后作出了让步。
就在维克多要登机离开的时候，他的「朋友」——在機場內當清潔工的印度老人拿著拖把跑到停機坪阻止飞机停靠，维克多的航班因此延迟。他在机场衆多普通職工以及海關基層官員無視迪克遜命令的支持下，踏出机场大门，正式踏进了美国土地。在將要坐上計程車的瞬间他看见了埃米丽亚，二人目光相遇，复杂的心情涌上来，最终没有道别，二人的故事就此结束。在萊辛頓大道161号，维克多终于找到了班尼·高爾森。在欣賞完班尼的演出後，获得了梦寐以求的签名，维克多坐上計程車，對司機說：「我要回家了。」（I am going home.）電影於此作結。

## 语言
当维克多刚到达机场的时候，他几乎不会英语。他利用机场提供的俄语和英语版城市向导，用对比的方法很快学到了很多的英語单词，尽管发音不準確，但是进步相当迅速，很快就可以跟其他人溝通。
事实上克拉科齊亚的位置在影片中并没有交代清楚，可确定的就只是個东欧國家。影片中提到克拉科齊亚与俄罗斯接壤，而克拉科齊亚语与俄语同族或者就是俄语方言，克拉科齐亚国歌旋律跟巴爾幹半島上的阿尔巴尼亚国歌十分接近 （调子类似Vajacki marš）。
汤姆·汉克斯在电影中所講的「克拉科齊亚語」，事实上是保加利亚语。汉克斯的语言教练就是他的妻子麗塔·威爾遜，丽塔的父亲正好就是保加利亚人。

## 主要演员
- 汤姆·汉克斯 — 维克多·纳沃斯基，來自東歐，因家鄉發生政變而成了難民，被逼住在甘迺迪國際機場
- 凯瑟琳·泽塔-琼斯 — 埃米丽亚·沃伦，39岁的美国联合航空空姐。18岁就开始飞行，七年前开始跟有妇之夫Max（她口中的那個「朋友」）同居
- 史丹利·圖奇 — 弗兰克·迪克逊，美國海關及邊境保衛局駐甘迺迪國際機場区域主管，為人自視甚高，因維克多間接令他失去升遷機會所以非常討厭維克多，處處與他刁難過不去，最後如願以償升為外勤專員。
- Chi McBride — Joe Mulroy，一个很机灵的机场行李搬运员，喜欢抽雪茄，利用工作走私酒赚外快
- 狄亞哥·盧納 — Enrique Cruz，在机场搬运食物的卡车司机。维克多成了他和机场签证检查员Torres的中间人，他给维克多提供食物作为交换。最后在维克多的帮助下两人结婚
- Barry Shabaka Henley — Ray Thurman，一位十分朴素的安全员，弗兰克的二把手
- Kumar Pallana — Gupta Rajan，飞机场的清潔工，因为在印度攻击警察成了难民。他清洁完地板后总是立起一个很大的警告标志注意防滑，但是总是有人還是滑倒，他最喜歡看人们滑倒的样子
- 柔伊·沙達納 — Torres警官，维克多每天都要去询问她能否得到签证。她是个迷，参加 星际迷航 科幻大会，打扮成Janice Rand
- Eddie Jones — Salchak
- Michael Nouri — Max，一个已婚男人，政府官員，与埃米丽亚斷斷續續地维持了七年的不倫关系
- Jude Ciccolella — Karl Iverson
- Corey Reynolds — Waylin
- Guillermo Díaz — Bobby Alima
- Rini Bell — Nadia
- Stephen Mendel — 头等舱乘务员
- 班尼·高爾森（英语：Benny Golson） — 演自己本人

## 花絮
- 这是唯一一部斯蒂芬·斯皮尔伯格执导的电影没有使用光影魔幻工業特效公司的特效。这部电影特效由數字王國3.0完成。
- 戲中維克多幫一位小女孩把行李箱關上，卻把行李箱弄壞，飾演小女孩的是史提芬·史匹堡的女兒莎莎·史匹堡（英语：Sasha Spielberg）。
- 主角赶到纽约後，还想去看音乐剧《猫》，后来才知道该剧早就不演了。
- 维克多所持的顯示是在白俄羅斯城市戈梅利簽發的，以西里爾文字印行，並寫著一個女性名字。
- 電影最初的结局是埃米丽亚跟维克多一块进了纽约市。

## 制片组
- 电影剪辑: 米高·卡恩（英语：Michael_Kahn_(film_editor)）
- 配乐: 班尼·高爾森、約翰·威廉斯

## 外景地
- Palmdale机场，加利福尼亚州Palmdale
- 蒙特利尔－米拉贝勒国际机场（加拿大魁北克省蒙特利尔附近）

## 发行公司
- 梦工厂
- 安培林娱乐
- Parkes/MacDonald Productions